# Phyllodiaptomus wellekensae
Phyllodiaptomus wellekensae is een eenoogkreeftjessoort uit de familie van de Diaptomidae. De wetenschappelijke naam van de soort is voor het eerst geldig gepubliceerd in 1993 door Dumont & Reddy.